# Extraordinary Machine
Extraordinary Machine é o terceiro álbum de estúdio da cantora e compositora americana Fiona Apple.
Em 2009, Extraordinary Machine foi nomeado um dos melhores álbuns da década de 2000 pela Rolling Stone, ficando em 49º.

## Faixas
Todas as canções foram escritas por Fiona Apple.
| N.º | Título                              | Duração |  |
| 1.  | "Extraordinary Machine"             | 3:44    |  |
| 2.  | "Get Him Back"                      | 5:26    |  |
| 3.  | "O' Sailor"                         | 5:37    |  |
| 4.  | "Better Version of Me"              | 3:01    |  |
| 5.  | "Tymps (the Sick in the Head Song)" | 4:05    |  |
| 6.  | "Parting Gift"                      | 3:36    |  |
| 7.  | "Window"                            | 5:33    |  |
| 8.  | "Oh Well"                           | 3:42    |  |
| 9.  | "Please Please Please"              | 3:35    |  |
| 10. | "Red Red Red"                       | 4:08    |  |
| 11. | "Not About Love"                    | 4:21    |  |
| 12. | "Waltz (Better Than Fine)"          | 3:46    |  |